# 355 aC
El 355 aC va ser un any del calendari romà prejulià. En aquell temps, era conegut com a any del consolat de Pètic i Publícola (o, més rarament, any 399 ab urbe condita o de la fundació de la ciutat). L'ús del nom «355 aC» per referir-se a aquest any es remunta a l'alta edat mitjana, quan el sistema Anno Domini va ser el mètode de numeració dels anys més comú a Europa.

## Esdeveniments

### Antiga Grècia
- Filomel, general dels focis, després d'iniciar la Tercera Guerra Sagrada l'any 356 aC, guerra que va durar deu anys, va aixecar els seus conciutadans contra la Lliga Amficciònica de Delfos que l'havia condemnat per llaurar un camp dedicat a Apol·lo. Va organitzar com a Estrateg autocràtor un exèrcit de mercenaris, va derrotar els locris i va ocupar l'Oracle de Delfos. Va obligar a la pítia a admetre que ell podia fer la seva voluntat, i va saquejar el temple de Delfos, enderrocant diverses columnes sagrades. Va robar els tresors del temple i totes les ofrenes més valuoses dedicades al déu i les va utilitzar per formar un cos d'exèrcit addicional de 10.000 mercenaris.[2]
- Atenes, davant de les amenaces de l'Imperi persa i desgastada per anys de guerra, accedeix a retirar-se de l'Àsia Menor i reconeix la independència dels aliats confederats. Això va conduir a la pràctica dissolució de la Segona Lliga atenesa, l'última aliança militar i política dels grecs que els podria haver unit contra el seu nou enemic, Macedònia. Aquí va acabar la Guerra Social.[3]

### Antiga Roma
- Aquest any són elegits cònsols Gai Sulpici Pètic i Marc Valeri Publícola.[4]
- Sulpici Pètic és un dels interrex triats per l'organització dels comicis, i ell mateix és elegit. Era de classe patrícia, i també ho era el seu col·lega Marc Valeri Publícola. Amb aquesta elecció es violen les Lleis Liciniae-Sextiae, que obligaven a que hi hagués un cònsol plebeu.[5]
- Segons alguns dels autors consultats per Titus Livi, aquest any el cònsol Gai Sulpici Pètic va saquejar el territori de Tarquínia, però d'altres expliquen que l'exèrcit estava comandat conjuntament amb el seu col·lega i que van lluitar contra els tiburtins.[6]

## Necrològiques
- Èudox de Cnidos, matemàtic, metge i astrònom.[7]
- Cal·lístrat d'Afidnes, orador i polític atenenc, que estava exiliat a Metone sota pena de mort, torna a Atenes, on el descobreixen. Es refugia a l'altar dels dotze déus, però el van detenir i executar.[8]